# Kutry rakietowe typu Susa
Kutry rakietowe typu Susa – libijskie kutry rakietowe z lat 60. XX wieku. W latach 1967–1969 w brytyjskiej stoczni Vosper & Company w Portsmouth zbudowano trzy okręty tego typu. Jednostki weszły w skład marynarki wojennej Libii w styczniu 1969 roku. Wszystkie okręty typu Susa są nieaktywne od 1995 roku.

## Projekt i budowa
Kutry rakietowe typu Susa zostały zamówione przez Libię w Wielkiej Brytanii 12 października 1966 roku. Jednostki były generalnie podobne do budowanych w stoczni Vosper & Company brytyjskich kutrów patrolowych typu Brave oraz zbudowanych na zamówienie Danii kutrów torpedowych typu Søløven, różniąc się uzbrojeniem. Były pierwszymi wprowadzonymi do służby na świecie okrętami przenoszącymi przeciwokrętowe pociski rakietowe Nord SS-12.
Wszystkie okręty typu Susa zostały zbudowane w stoczni Vosper & Company w Portsmouth. Jednostki zwodowano w latach 1967–1968.
| Okręt                           | Stocznia | Początek budowy | Wodowanie        | Wejście do służby | Los                |
| ------------------------------- | -------- | --------------- | ---------------- | ----------------- | ------------------ |
| „Susa” (سوسا)                   | Vosper   | ?               | 31 sierpnia 1967 | 23 stycznia 1969  | nieaktywne od 1995 |
| „Sirte” (سرتيا)                 | Vosper   | ?               | 10 stycznia 1968 | 23 stycznia 1969  | nieaktywne od 1995 |
| „Sokna” (سكنا) → „Sebha” (سبها) | Vosper   | ?               | 29 lutego 1968   | 23 stycznia 1969  | nieaktywne od 1995 |

## Dane taktyczno-techniczne
Okręty były kutrami rakietowymi o długości całkowitej 30,5 metra, szerokości całkowitej 7,8 metra i zanurzeniu 2,1 metra. Drewniane kadłuby jednostek miały pokrycie z nylonu . Wyporność standardowa wynosiła 95 ton, a pełna 114 ton. Okręty napędzane były przez siłownie systemu CODOG, na które składały się trzy turbiny gazowe Bristol Proteus o łącznej mocy 12 750 KM i dwa marszowe silniki wysokoprężne General Motors 6-71 o łącznej mocy 190 KM, poruszające poprzez wały napędowe trzema śrubami . Maksymalna prędkość jednostek wynosiła 54 węzły.
Uzbrojenie artyleryjskie jednostek składało się z dwóch pojedynczych działek przeciwlotniczych Bofors kal. 40 mm Mk 9 L/60 . Kąt podniesienia lufy wynosił 90°, waga pocisku 0,96 kg, donośność 12 000 metrów w poziomie i 4000 metrów w pionie, a szybkostrzelność 300 strz./min.
Uzbrojenie rakietowe stanowiły dwie poczwórne wyrzutnie przeciwokrętowych pocisków rakietowych Nord SS-12 (okręt przenosił osiem rakiet) . Kierowany przewodowo pocisk miał maksymalny zasięg 5,5 km, a masa głowicy bojowej wynosiła 30 kg.
Wyposażenie radioelektroniczne obejmowało pracujący w paśmie I radar nawigacyjny Decca 626 i system kierowania ogniem Aérospatiale/Nord.
Załoga pojedynczego okrętu składała się z 20 oficerów, podoficerów i marynarzy .

## Służba
Wszystkie okręty typu Susa zostały przyjęte do służby w marynarce wojennej Libii 23 stycznia 1969 roku. Jednostki otrzymały numery taktyczne P01 – P03 . Przed 1973 rokiem nazwę kutra „Sokna” zmieniono na „Sebha” (سبها). W 1977 roku „Susa”, „Sirte” i „Sebha” przeszły remont we Włoszech, nie obejmujący wyposażenia radioelektronicznego. W 1983 roku numery burtowe okrętów zmieniono na 512–514 . Kolejny remont wszystkich jednostek został przeprowadzony we Włoszech w latach 1983–1984. W latach 1985–1986 na kutrach wymieniono silniki.
Od 1995 roku wszystkie kutry typu Susa są nieaktywne .